# 有界作用素
関数解析学において有界（線形）作用素（ゆうかいさようそ、英: Bounded〈linear〉operator）とは、二つのノルム空間 X および Y の間の線型作用素 L であって、X に含まれるゼロでないすべてのベクトル v に対して L(v) のノルムと v のノルムの比が、v に依存しない1つの数によって上から評価されるようなもののことを言う。言い換えると、次を満たす線型作用素 L のことを、有界作用素と言う:
{\displaystyle \exists \ M>0\ {\text{s.t.}}\ \forall \ v\in X;\ \|Lv\|_{Y}\leq M\|v\|_{X}.}
ここで {\displaystyle \|\cdot \|_{X}} は X が備えるノルムである（{\displaystyle \|\cdot \|_{Y}} も同様）．上記の正定数 M の下限は L の作用素ノルムと呼ばれ、{\displaystyle \|L\|_{\mathrm {op} }\,} と記述される。 X から Y への有界作用素全体の集合を {\displaystyle {\mathcal {L}}(X,Y)}として，{\displaystyle L\in {\mathcal {L}}(X,Y)}に対して {\displaystyle \|L\|_{{\mathcal {L}}(X,Y)}}によって作用素ノルムを表すこともある．
一般的に、有界作用素は有界関数ではない。後者は、すべての v に対し L(v) のノルムが上から評価されている必要があるが、これは L が零作用素でないと起こり得ない。有界作用素は局所有界関数である。
線形作用素が有界であることと、連続であることは必要十分である。

## 例
- 二つの有限次元ノルム空間の間の線形作用素は、有界である。またそのような作用素は、固定された行列による乗算と見なすことが出来る。

- 多くの積分変換は有界作用素である。例えば、

{\displaystyle K\colon [a,b]\times [c,d]\to {\mathbb {R} }\,}
が連続関数であるなら、
{\displaystyle (Lf)(y):=\int _{a}^{b}\!K(x,y)f(x)\,dx}
により与えられる、空間 {\displaystyle C[a,b]\,}（ノルムは一様ノルムとする）上の作用素 {\displaystyle L\,} は、有界である。この作用素は実際、コンパクト作用素でもある。コンパクト作用素は、有界作用素の重要なクラスを形成する。
- 定義域がソボレフ空間であり、二乗可積分関数からなる空間に値を取るようなラプラス作用素

{\displaystyle \Delta \colon H^{2}({\mathbb {R} }^{n})\to L^{2}({\mathbb {R} }^{n})\,}
は有界である。
- {\displaystyle x_{0}^{2}+x_{1}^{2}+x_{2}^{2}+\cdots <\infty \,} を満たすような実数からなるすべての数列 (x0, x1, x2...) からなる関数空間 l2 上のシフト作用素

{\displaystyle L(x_{0},x_{1},x_{2},\dots ):=(0,x_{0},x_{1},x_{2},\dots )\,}
は有界である。その作用素ノルムが 1 であることはすぐに分かる。

## 有界性と連続性が同値であること
上述のように、二つのノルム空間 X と Y の間の線形作用素 L が有界であることと、連続であることは必要十分である。その証明は次のように与えられる。
- L が有界であると仮定する。このとき、X に含まれるすべてのベクトル v および h （h は非ゼロとする）に対し、

{\displaystyle \|L(v+h)-Lv\|_{Y}=\|Lh\|_{Y}\leq M\|h\|_{X}}
が成立する。h をゼロへと収束させることにより、L の v における連続性が示される。また、この定数 M は v に依存しないため、L は実際には一様連続（実際にはさらに強く、リプシッツ連続）である。
- 逆を考える。L のゼロにおける連続性により、{\displaystyle \|L(h)\|_{Y}=\|L(h)-L(0)\|_{Y}\leq 1} が {\displaystyle \|h\|_{X}\leq \delta } を満たすすべての {\displaystyle h\in X} に対して成立するような定数 {\displaystyle \delta >0} が存在する。したがって、X の任意のゼロでない元 {\displaystyle v} に対し、

{\displaystyle \|Lv\|_{Y}=\left\|{\|v\|_{X} \over \delta }L\left(\delta {v \over \|v\|_{X}}\right)\right\|_{Y}={\|v\|_{X} \over \delta }\left\|L\left(\delta {v \over \|v\|_{X}}\right)\right\|_{Y}\leq {\|v\|_{X} \over \delta }\cdot 1={1 \over \delta }\|v\|_{X}}
が得られる。すなわち、L は有界である。

## 線形性と有界性
ノルム空間のあいだの全ての線形作用素が有界であるというわけではない。X を、[−π, π] 上で定義されるすべての三角多項式 P からなる空間とし、そのノルムを
{\displaystyle \|P\|:=\int _{-\pi }^{\pi }\!|P(x)|\,dx}
で定める。L:X→X を、微分を行うような作用素、すなわち、多項式 P をその微分 P′ へと写すような作用素として定義する。このとき
{\displaystyle v:=e^{inx},\quad n\in \mathbb {N} }
に対して {\displaystyle \|v\|=2\pi } を得るが、一方で {\displaystyle \|L(v)\|=2\pi n\to \infty \ {\text{as }}n\to \infty }となるため、この作用素 L は有界でないことが分かる。
これは特殊な例というわけではなく、むしろ一般的な法則から考え出すことのできる例の内の一つである。有限次元のノルム空間上で定義される線形作用素であればどのようなものでも有界である。しかし、無限次元のノルム空間 X と Y で、さらに Y がゼロ空間でないのであれば、X から Y への線形作用素で不連続であるようなものを見つけることが出来る。
上述のような、微分するだけのような基本的な作用素でも有界でないという例は、研究をより困難なものとする。しかし、もしその定義域と値域を注意して定めれば、それは閉作用素となる場合がある。閉作用素は有界作用素よりも一般的なものである。

## その他の性質
作用素 L が有界であるための条件、すなわち、ある定数 M が存在し
{\displaystyle \|Lv\|\leq M\|v\|}
がすべての v に対して成り立つという条件は、より正確には L の 0 でのリプシッツ連続性のための条件でもある。
二つの与えられたバナッハ空間の間の有界線形作用素を定義するための手順は、一般的には次のようになる。はじめに、定義されている空間の稠密な部分集合上の線形作用素で、局所有界であるようなものを定める。つづいて、連続性によりその作用素を、定義されている空間全体を定義域とするような連続線形作用素へと拡張する（連続線型拡張を参照されたい）。

## 有界線形作用素からなる空間の性質
- U から V へのすべての有界線形作用素からなる空間は B(U,V) と記述される: {\displaystyle B(U,V):=\{\ T\colon U\to V;\ T{\text{ is bounded operator}}\ \}.}その空間はノルム空間である。
- V がバナッハ空間であるなら、B(U,V) もまたバナッハ空間となる。
- 上の性質より、双対空間はバナッハ空間となる。
- B(U,V) に含まれる任意の A の核は、U の閉線形部分空間である。
- B(U,V) がバナッハ空間で U が非自明な空間なら、V はバナッハ空間となる。

## 線形位相空間
ノルム空間上の線形作用素の有界性に関する条件は、次のように言い換えることが出来る。作用素は、すべての有界集合をふたたび有界集合へと写すとき、有界であると言われる。ここでの集合の有界性は、線形位相空間の集合に対するより一般的な条件を意味する: 集合が有界であることと、その集合が 0 のすべての近傍により吸収されることは必要十分である。有界性についての二つの記述は、局所凸空間に対しては同じ意味となる。
これより、一般的な線形位相空間の間の作用素が有界であるということを、その作用素が有界集合を有界集合へと写す、ということにより定義することが出来る。この文脈において、すべての連続作用素が有界作用素であるということは依然として正しいが、その逆は成立しない。すなわち、有界作用素は必ずしも連続作用素ではない。このことは明らかに、有界性はもはやリプシッツ連続性と同値にはならない、ということを意味している。
そのような逆は、定義域が擬距離空間であるような場合に成立する。例えばフレッシェ空間などがこの場合に含まれる。LF-空間に対しては、次のような弱い意味での逆が成立する; LF-空間からの任意の有界線形作用素は、点列連続である。